# For Scent-imental Reasons
For Scent-imental Reasons és un curtmetratge d'animació de la sèrie Looney Tunes de Warner Brothers protagonitzat per Pepe LePew que va ser estrenat el 1949. Va ser dirigit per Chuck Jones i escrit per Michael Maltese.
El 1949 va ser premiat amb el Premi Oscar a millor curtmetratge d'animació, sent el primer curtmetratge de Chuck Jones en rebre el guardó. Encara que prèviament havia declarat que «no hi havia res de divertit en una mofeta que parlés francès», el productor Eddie Selzer va ser l'encarregat de recollir el premi.